# 해남동초등학교
해남동초등학교는 대한민국 전라남도 해남군 해남읍 해리에 있는 초등학교인데, 아직 일제 시대 초기였었던 1911년 9월 1일 당시에, 해남공립보통학교로 첫 개교되었다.

## 학교 연혁
- 1911년 9월 1일 해남공립보통학교(4년제) 개교설립인가 6월 30일(해남향교)
- 1921년 12월 23일 교사 이전(경찰서 자리)
- 1937년 12월 23일 현 교정으로 이전
- 1938년 4월 1일 해남해리공립심상소학교로 개칭
- 1941년 4월 1일 해남해리공립국민학교로 개칭
- 1946년 4월 20일 해남동국민학교 개칭
- 1996년 3월 1일 해남동초등학교 개칭
- 1997년 3월 1일 병설유치원 신축개원
- 2000년 3월 1일 중앙분교장 격하 편입
- 2004년 3월 1일 중앙분교장 통폐합
- 2008년 2월 18일 잔디운동장 준공
- 2011년 2월 28일 해남동교·서교 병설유치원 통합(해오름유치원으로 이전)
- 2011년 9월 1일 개교 제100주년 기념사업(「백년관」 개관 및 「백년사」 출간)
- 2018년 2월 9일 제106회 졸업장 수여(197명, 총 23,957명)
- 2018년 9월 1일 제40대 김천옥 교장 부임
- 2019년 2월 14일 제107회 졸업식(175명, 총24,132명)

## 학교 상징
- 교화 - 동백 : 우리 학교의 꽃은 예쁜 동백꽃이다. 굳은 의지와 아름다운 마음을 상징한다.
- 교목 - 소나무 : 해남동초의 어린이처럼 늘푸른 소나무는 씩씩한 기상을 상징한다.
- 교색 - 녹색 : 녹색은 우리 학교 교색이다. 자연을 사랑하는 마음과 평화로움을 상징한다.

## 참고
- 해남동초등학교 - 한국교육학술정보원 학교알리미